# Agustín Magaldi
Agustín Magaldi Coviello (Casilda, Província de Santa Fe, 1 de desembre de 1898 - Buenos Aires, 8 de setembre de 1938) va ser un músic, compositor i cantant de tango argentí de principis del segle xx. El seu sobrenom era "La voz sentimental de Buenos Aires" ("La veu sentimental de Buenos Aires").
Magaldi és recordat per diversos temes clàssics del tango, com ho són El penado catorce, Acquaforte (El penat catorze, Acquaforte) i Dios te salve m'hijo (Déu et salvi el meu fill). Va ser un dels majors exponents de l'era daurada del tango a Sud-amèrica, durant les dècades de 1910, 1920 i 1930.

## Biografia
Fill de Carlo María Magaldi (1873-1908) i Carmen Coviello, dos immigrants italians; Magaldi pare es va radicar a la província santafesina al costat dels seus dos germans, Emilio Arcangelo i Giusseppe Antonio l'octubre del 1887. Coviello, la seva mare, havia arribat al costat dels seus pares des de la ciutat de Salern, Itàlia, cinc anys abans, el 1882. Tots dos es van casar el 1894. Magaldi tenia a més quatre germans: Blas (1895), Pascual (1896), Carlos (1900-1) Emilio (1902) i Cristina (1905).
La mare de Magaldi va enviudar al cap de poc temps del seu naixement. Carlos Magaldi va morir inesperadament, a causa d'una aturada cardíaca, a finals de juliol de 1908, quan Magaldi tenia 10 anys d'edat.
Carmen Coviello després tornaria a casar-se amb Raimundo Tello, amb el qual va tenir dos fills, germanastres de Magaldi: Antonio (1909) i Carmen (1911). A casa seva eren afectes a la música lírica, de Titta Ruffo i Enrico Caruso, cosa que va poder fomentar, al petit Agustín, l'aferrament per la cançó.

## Carrera
És possible afirmar que l'inici de la seva carrera es donés el 1923, quan decideix instal·lar-se només a Buenos Aires i comença a cantar cançons criolles i tangos, en cafès, fins a l'any 1924, patrocinat per la famosa compositora Rosita Quiroga, amb qui va conformar un duet en entrar al segell discogràfic RCA Víctor.
Tots dos van formar el duo Quiroga-Magaldi sota el qual enregistressin alguns discos, abans de 1925 quan es forma el duo Magaldi-Noda a través d'Enrique Maciel.
Pedro Noda, un cantor de Mataderos (Buenos Aires) (barri a l'oest de Buenos Aires) era la segona veu ideal per a la tonalitat d'Agustín i des de llavors començaria a forjar la història d'un dels millors duos de tots els temps.
Agustín, a més de cantar en duo, ho va fer com a solista, incloent grans tangos al seu repertori.
Els primers guitarristes del duo van ser Enrique Maciel i José María Aguilar.
El 1926 Genaro Veiga, Rosendo Pesoa, Rafael Iriarte i José María Aguilar van secundar tant a Magaldi com a solista com al duet Magaldi-Noda ia partir de 1927 fins a octubre de 1928 Diego Centeno i Ángel Domingo Riverol.
Durant aquest temps el duo va gravar a la casa de Víctor i es va presentar als principals teatres i cinemes de Buenos Aires, a l'interior del país ia Uruguai.
El 1929 van començar a gravar discos amb la Companyia Brunswick i van compondre un dels seus grans èxits El penado catorce (El penat catorze).
Els seus guitarristes són Diego Centeno i Juan Epumer i canten a la ràdio i durant diverses temporades consecutives al Cine Real.
A Brunswick, Agustín col·labora com a corista en àlbums especials amb les orquestres Donato-Zerrillo, Típica Brunswick, Ricardo Brignolo i Osvaldo Fresedo.
El dia 1 de setembre de 1932 tornen a gravar a Víctor ja que la companyia Brunswick va tancar les portes abans de meitat d'any. Al març de 1933 s'afegeix a l'acompanyament de guitarres Pablo Colia. El 1934 participen a la pel·lícula Monte Criollo on interpreten Mi sanjuanina (La meva sanjuanina), estrenada el març de 1935 on també Agustín acompanyat per l'orquestra del mestre Francisco Pracanico canta el vals Yo tengo una novia (Jo tinc una núvia) i que a Argentina va ser mutilada d'aquest film per uns drets que tenia la Víctor per filmar una pel·lícula amb aquest títol.
El 31 de desembre de 1935, després de deu anys de grans triomfs, el duo es desintegra i el 1936 Magaldi inaugura la seva etapa com a solista exclusivament, acompanyat per les guitarres de Centeno, Ortiz, Francini, Carré i l'arpa de Félix Pérez Cardozo, mentre que Noda s'uneix en duo amb Carlos Dante.
La seva carrera solista va durar només dos anys, ja que va morir després d'una intervenció quirúrgica de fetge que li va produir un vessament biliar afectant-li el pàncrees creant una pancreatitis segons resa a l'acta de defunció el 8 de setembre de 1938.

## Vida personal
Magaldi va tenir un únic fill, Agustín Magaldi (Buenos Aires, Argentina; 10 de setembre de 1932 - 10 de març de 1988), compositor, cantor igual que el seu pare i esportista doctorat en Educació Física. El seu pare va morir dos dies abans del seu sisè aniversari. Lamentablement, igual que el seu pare, Magaldi fill va morir als 55 anys d'edat d'una aturada cardíaca.
Sobrenomenat La veu sentimental de Buenos Aires, contemporani a Ignacio Corsini ia Carlos Gardel, forma part de la cançó popular en el seu apogeu de la dècada de 1930. Magaldi va participar de l'inici de transmissió de LOY Radio Nacional d'Argentina al juliol de 1924.
Entre els seus enregistraments més populars[cita requerida] es destaquen la cançó Neu, els tangos Disfressat, Vagabundo, Llevant el front, i molts valsos i cançons camperes. El seu èxit més gran va ser "El penat 14" que va batre el rècord de vendes amb més d'1 milió de plaques en només 2 anys. Si hagués existit el premi "Disc d'or", s'hauria convertit en el primer artista del món a assolir aquest premi. També va aconseguir la impressionant xifra de 850.00 plaques de venda amb Vagabundo.

## Mort

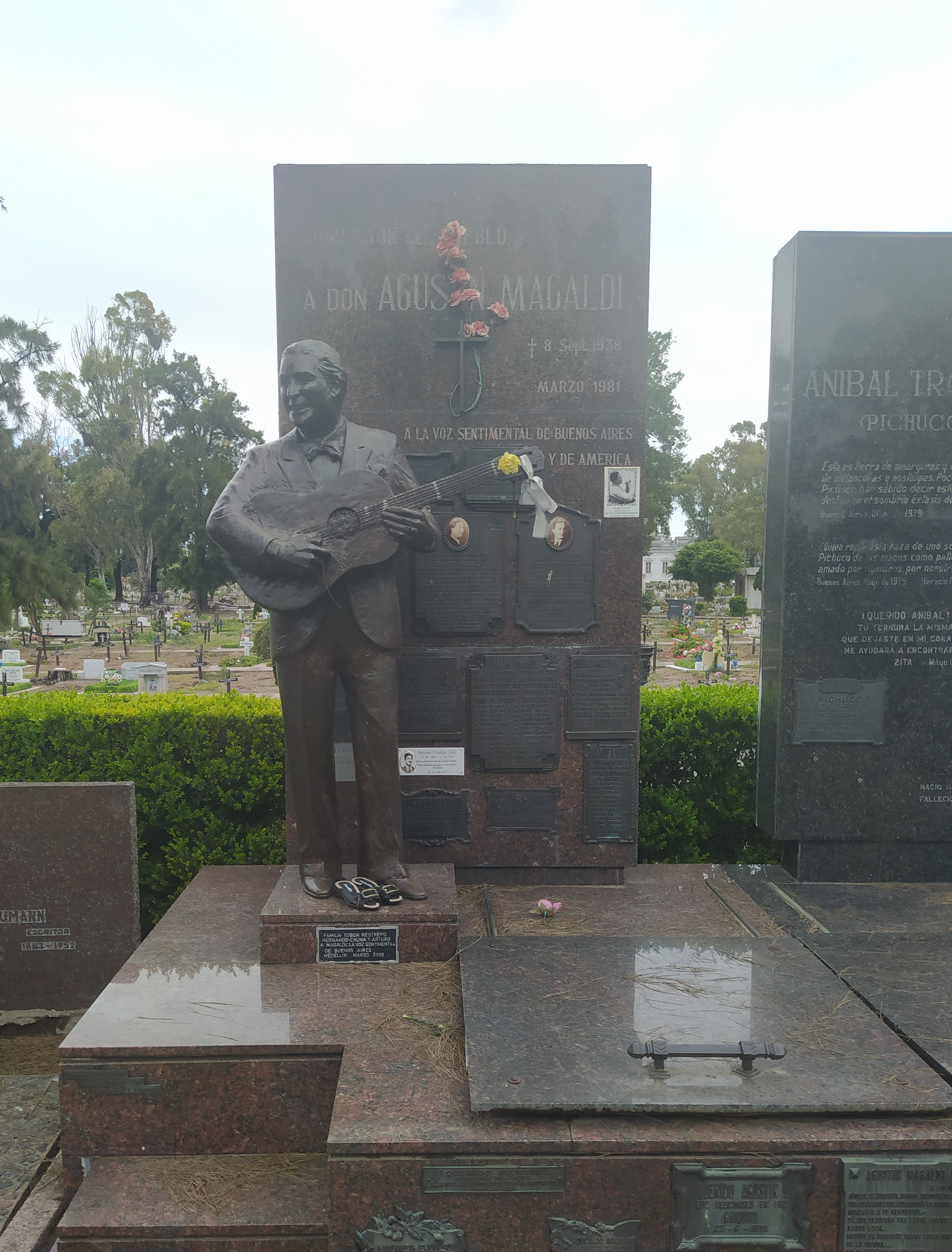
Tomba i estàtua d'Agustín Magaldi al Cementiri de la Chacarita (foto presa el 20 d'octubre del 2020)

Si bé no ho manifestava, Magaldi patia de malestars hepàtics, amb còlics dolorosos, però després d'un repòs els mateixos s'atenuaven. Al començament de setembre de 1938, a partir de malestars més seguits, el seu clínic de capçalera, el Dr. Pedro Goyena, el va internar al Sanatori Otamendi per un quadre agut, on van decidir operar-lo. Semblava que la intervenció a càrrec del Dr. Pedro Valdez havia estat un èxit, però després de 48 h el quadre es va agreujar, i el 8 de setembre a les 7.10 va morir, a l'edat de 39 anys. Va ser enterrat al Cementiri de la Chacarita a Buenos Aires.